# José Vicente Miñón
El general José Vicente Miñón fue un destacado militar español-mexicano. Nació en Cádiz en 1802. Arribó a la Nueva España al servicio de las fuerzas realistas para atacar a los insurgentes con motivo de la Independencia de México. Con motivo del Abrazo de Acatempan se adhirió al Ejército Trigarante de Agustín de Iturbide, logrando tomar la Ciudad de México. En 1851 fue envestido con el cargo de Comandante general de Querétaro. En ese año mantuvo platicas con el gobierno de Mariano Arista. Fue gobernador interino del Distrito de México. Fue puesto preso a la entrada de las fuerzas republicanas de Porfirio Díaz, junto con los generales Ramón Tavera, Santiago Blanco Duque de Estrada, Miguel Blanco Múzquiz, Vicente Rosas Landa, Ignacio Mora y Villamil y  Agustín Zires el 21 de junio de 1867. Murió en 1878. 